# Сподня Ідрія
Сподня Ідрія (словен. Spodnja Idrija) — поселення на правому березі р. Ідрійца, в общині Ідрія, Регіон Горишка,  Словенія. Висота над рівнем моря: 314,9 м. У селі є парафіяльна церква Успіння Пресвятої Богородиці, локально відома як церква Марії на скелі (словен. Cerkev Marije na Skalci). Каплиця згадана в письмових джерелах з 1132 року. Церква була побудована в 15 столітті і перебудована близько 1674 в стилі бароко.